# Mahmud Qurbanov
Mahmud Qurbanov   (Gandja, 10 de maig de 1973) és un exfutbolista azerbaidjanès de la dècada de 2000 i entrenador.
Fou 71 cops internacional amb la selecció de l'Azerbaidjan.
Pel que fa a clubs, defensà els colors de FC Kapaz, PFC Neftchi, FK Shamkir, Foolad FC, FC Tavriya Simferopol, FC Inter Baku, i Sumgayit FC.